# Lazy Dog

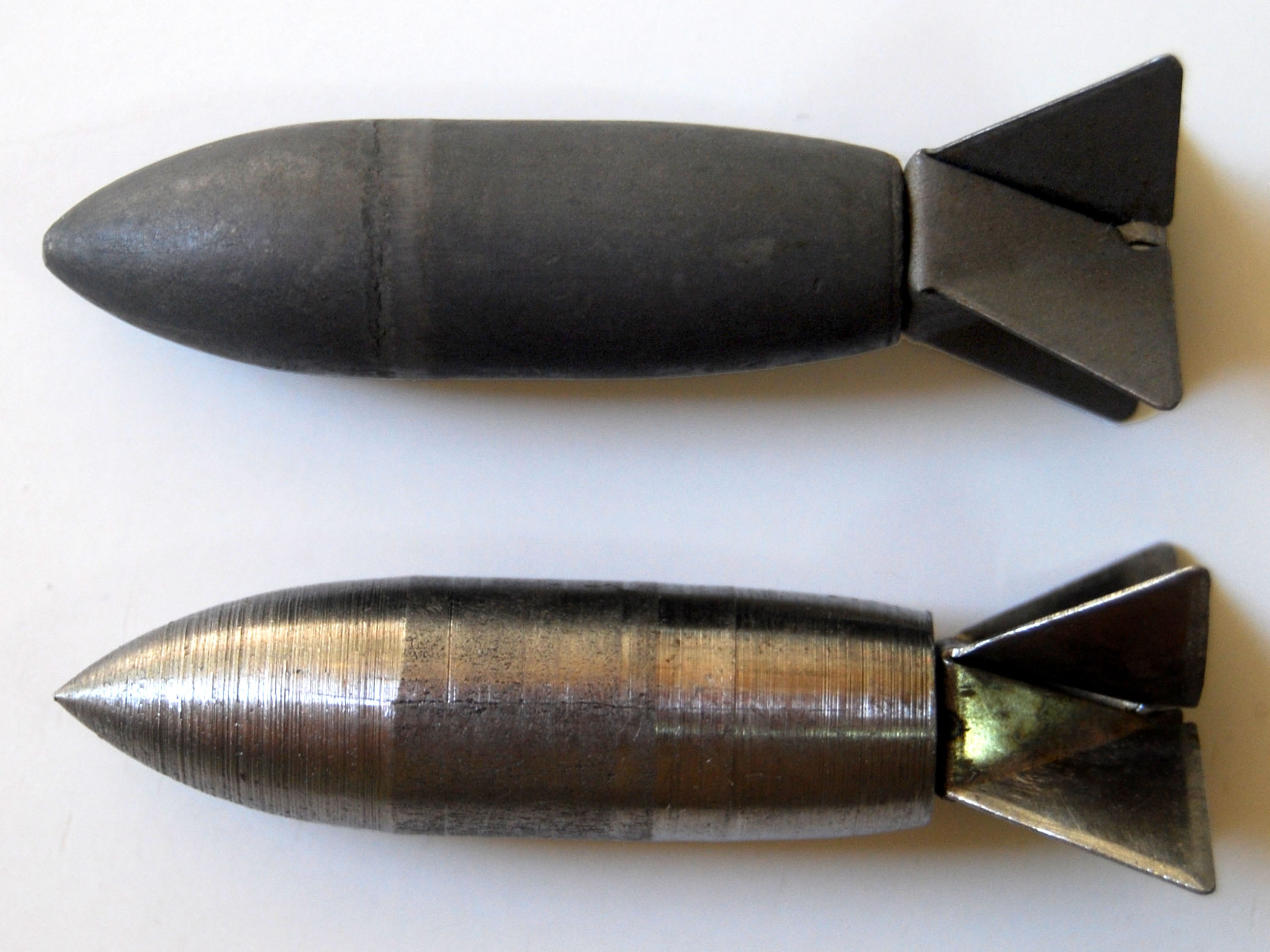
Zwei Designs der Lazy-Dog-Bombe: Oben frühe Version aus Schmiedestahl, unten als gedrehtes Werkstück. Die Leitflossen bestehen aus gestanztem Blech.

Die Lazy Dogs (übersetzt: Faule Hunde) waren kleine, ungelenkte kinetische Projektile, die von einem Flugzeug über dem Kampfgebiet abgeworfen wurden. Sie hatten eine Länge von 44 mm, einen Durchmesser von 13 mm und ein Gewicht von 13,4 g. Genau genommen handelt es sich bei den Geschossen trotz ihres Aussehens nicht um Bomben, da sie keine explosive Wirkung entfalteten.
Sie wurden von der US-Luftwaffe im Zweiten Weltkrieg, im Koreakrieg und im Vietnamkrieg eingesetzt und sind eine Abwandlung des älteren Fliegerpfeils aus dem Ersten Weltkrieg.

## Entwicklung

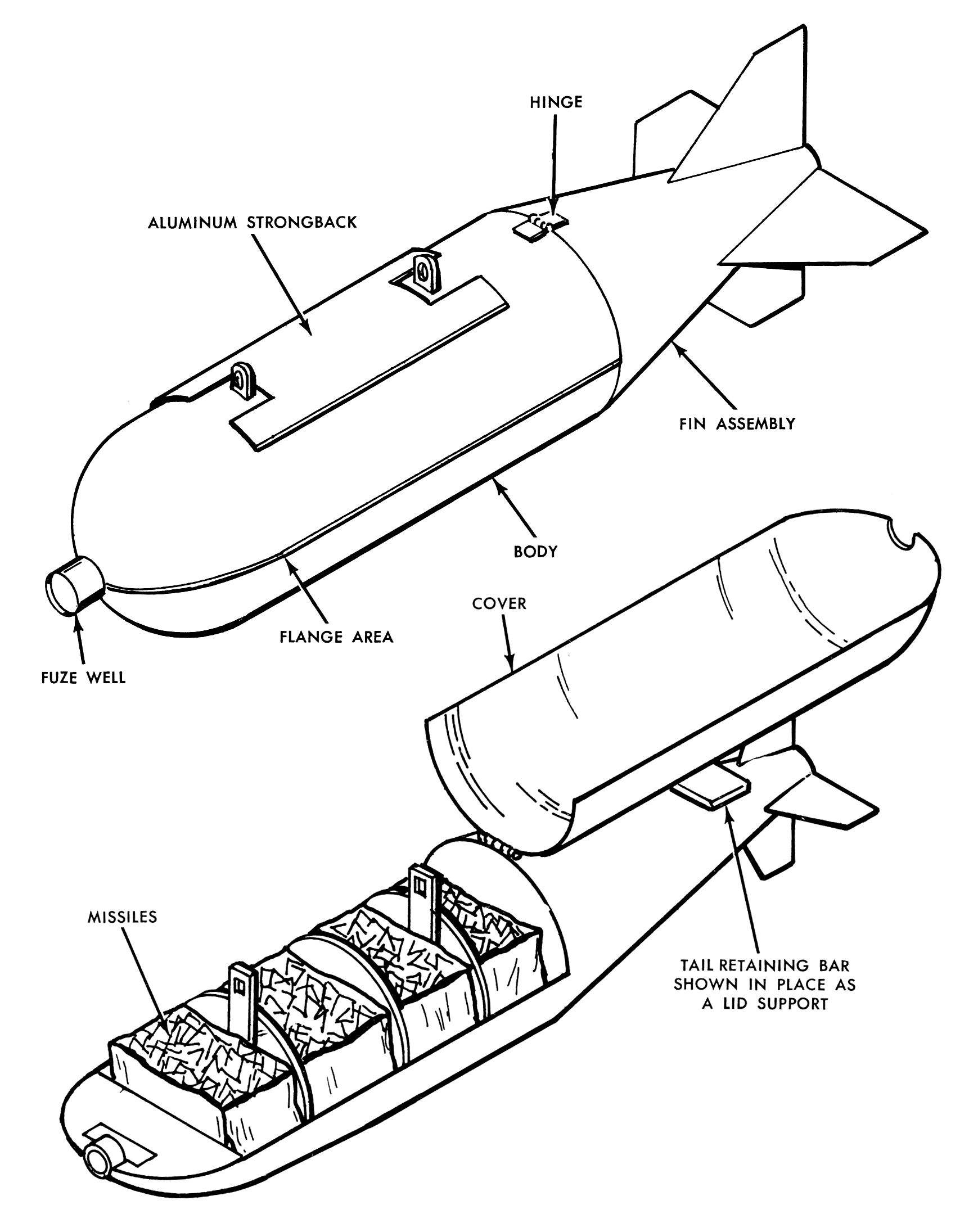
Mk 44 Cluster-Adapter, der mittels eines Zeitzünders geöffnet wurde. Bis zu 17.500 Lazy-Dog-Geschosse fanden darin Platz.

Die Lazy-Dog-Bomben waren in ihrer Gestaltung fast identisch mit Geschossen, die bereits 1941 im Zweiten Weltkrieg entwickelt wurden. Die Lazy Dogs sind aber Weiterentwicklungen, die durch Erprobungen und Einsätze während der 1950er und 1960er Jahre entstanden.
Der Name stammt vom Lazy-Dog-Programm des Armament Laboratory. An der Entwicklung beteiligt waren verschiedene Unternehmen wie Delco Products Corporation, F&F Mold and Die Works, Inc., Haines Designed Products und die Master Vibrator Company aus Dayton, Ohio. Das Ziel bestand darin, Freifall-Projektile und deren Abwurfbehälter für Bomber und Kampfflugzeuge zu testen. Die Geschosse sollten feindliche Soldaten mit kleinen Projektilen bekämpfen, und zwar mit der dreifachen Wirkung der üblichen Bomben, die über dem Ziel detonieren.
Experimentelle Lazy-Dog-Projektile wurden sodann im Spätjahr 1951 und im Frühjahr 1952 auf dem Air Proving Ground der Eglin-Luftwaffenbasis in Florida getestet. Eine Republic F-84 Thunderjet flog mit 400 Knoten (740 km/h) in einer Höhe von 75 Fuß (22,8 m) über dem Boden, während ein Jeep und eine ausgemusterte Consolidated B-24 Liberator als Ziele dienten. Acht Einschläge pro square yard (0,84 m2) wurden gezählt. Zwei Formen aus der Testserie, Nr. 2 und 5, erwiesen sich am effektivsten. Nr. 5 wies die kinetische Energie eines .50-Kaliber-Geschosses auf und konnte 61 cm tief in verdichteten Sand eindringen. Nr. 2 drang 30,5 cm tief in Sand ein, was der doppelten Energie eines aus geringster Entfernung abgefeuerten Geschosses vom Kaliber .45 entspricht.

## Einsatz

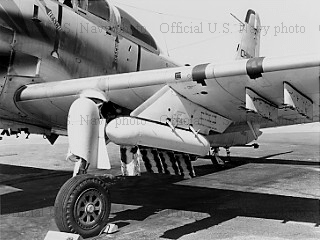
Lazy-Dog-Behälter unter der Tragfläche eines Douglas A-1 Skyraider, 1961

Geschosse des Entwurfs Nr. 2 wurden den Pacific Air Forces gesandt, und ihr Einsatz im Koreakrieg begann Mitte 1952. Die Luftstreitkräfte orderten umgehend 16.000 Abwurfsysteme. Die Lazy Dogs wurden sodann in Japan produziert, und das Entwicklungsprogramm wurde bis in die späten 1950er Jahre weitergeführt.
Im Vietnamkrieg waren die Lazy Dogs eine sehr effektive Waffe gegen Truppen, die sich unter der Deckung des Waldes aufhielten. Auch war die Munition billig herzustellen und einfach über große Gebiete auszustreuen. Sie konnten auf vielfältige Weise abgeworfen werden – aus Kübeln, von Hand, in ihrer papierenen Verpackung oder eben im Mk-44-Adapter. Diese Adapter wurden leer geliefert und von Hand mit 245 bis 283 kg Lazy Dogs gefüllt. Die theoretische Höchstzahl der Lazy-Dog-Geschosse pro Adapter wurde mit 17.500 angegeben. Ein weiterer Vorteil dieser Art Munition war, dass sie keinerlei gefährliche Blindgänger zurückließ.